# فرانك جي. كاربنتر
فرانك جورج. كاربنتر (بالإنجليزية: Frank G. Carpenter)‏ هو صحفي و مؤلف و مصور أمريكي، ولد في 8 مايو 1855 في مانسفيلد في الولايات المتحدة، وتوفي في 18 يونيو 1924 في نانجينغ في الصين.